# Platges de Xiglú, Sorraos i Barro
Les platges de Barro, Xiglu i Sorraos, formen un conjunt de tres platges contínues que es fonen en pleamar. La platja de Barro té forma de petxina i una part d'ella és la platja de Xiglu. Es troba en la localitat de Barro, municipi de Llanes. S'emmarca a les platges de la Costa Verda Asturiana i és considerada Paisatge Protegit, des del punt de vista mediambiental (per la seva vegetació), per aquest motiu està integrada al Paisatge Protegit de la Costa Oriental d'Astúries.

## Descripció
La platja de Barro, presenta forma de petxina, i, en ser la de més fàcil accés i la de major grandària, és la més concorreguda de les tres. Una part d'ella és coneguda com a platja de Xiglu i en ella a més de fina sorra blanca es presenten afloraments rocosos. Per la seva banda la de Sorraos, té accés en baixamar des de la de Barro, i un altre per un sender que passa per la zona d'aparcament. Respecte als serveis que presenten, els més complets, ja que compten fins i tot amb lavabos, estan a la platja de Barro, mentre que totes elles tenen dutxes, papereres i servei de neteja, entre d'altres.